# Гора (Церкница)
Гора (словен. Gora) је насељено место у општини Церкница, Приморско-нотрањска регија, Словенија.

## Историја
До територијалне реорганизације у Словенији била је у саставу старе општине Церкница.

## Становништво
У попису становништва из 2011. године, Гора је имала 4 становника.
| Број становника према пописима | Број становника према пописима | Број становника према пописима |
| ------------------------------ | ------------------------------ | ------------------------------ |
| 1991                           | 2002                           | 2011                           |
| 0                              | З                              | 4                              |

- Ознака З представља заштићене податке

## Галерија
- пут
- на путу кроз село
- сеоске куће